# 朗瓦瑟格拉本河 (佩格尼茨河支流)

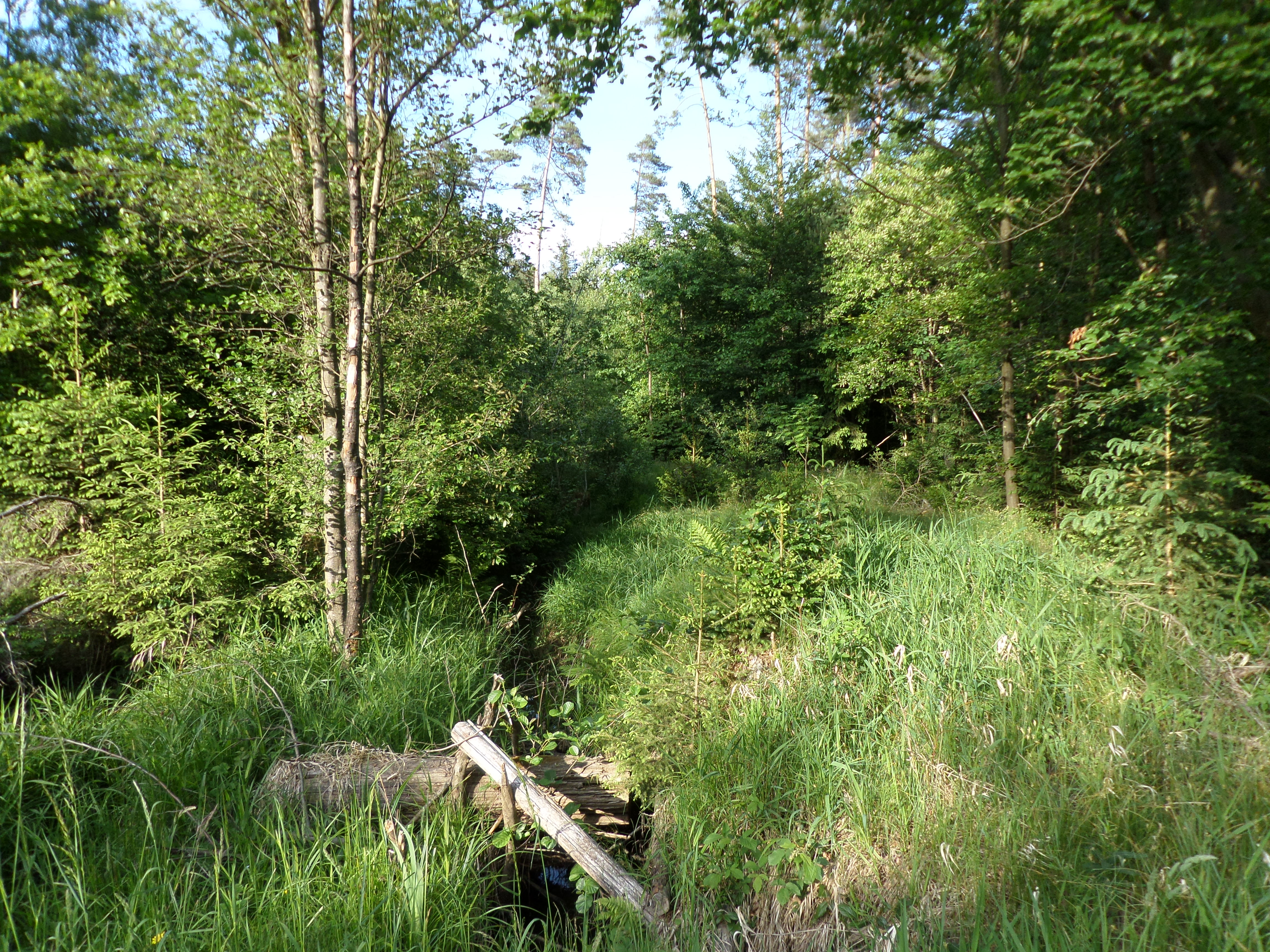

49°28′14″N 11°09′21″E / 49.47058°N 11.15575°E
朗瓦瑟格拉本河（德語：Langwassergraben），是德國的河流，位於該國東南部，由巴伐利亞負責管轄，屬於佩格尼茨河的右支流，河道全長8公里，流經紐倫堡縣。